# 康喜弼
康 喜弼（こう よしのり、1970年8月4日 - ）は、日本の俳優。大阪府出身。身長178cm。所属事務所は有限会社フロス。

## 出演

### テレビドラマ
- 相棒
  - pre season 第2話「恐怖の切り裂き魔連続殺人！」（2001年1月27日、テレビ朝日） - 佐伯隆弘 役
  - season16 第8話「倫敦からの客人」（2017年11月29日） - 西田泰史 役
- おみやさん（テレビ朝日）
- アナザヘヴン（テレビ朝日） - 熊倉 役
- 演技者/グリフトの手口（フジテレビ） - 二八の健 役
- To Heart（TBS） - 西島 役
- いのちの現場から（毎日放送） - 楊天成 役
- ウーマンズ・アイランド〜彼女たちの選択〜（日本テレビ）
- サラリーマンNEO（NHK）
- 大河ドラマ「元禄繚乱」（NHK）
- 金曜エンタテイメント「女マネージャー金子かおる 哀しみの事件簿1」（2002年2月、フジテレビ）
- 受験の神様（2007年、日本テレビ） - 片山 役
- 1ポンドの福音（2008年3月、日本テレビ）
- CHANGE（2008年6月、フジテレビ）
- 赤い糸（2009年、フジテレビ）
- ザ・ライバル「少年サンデー・少年マガジン物語」（2009年、NHK）
- ドキュメンタリードラマ「ルビコンの決断」（2009年、テレビ東京）
- Mother（2008年3月、日本テレビ）
- Strangers 6（2012年、WOWOW） - 浅野 役
- VISION-殺しが見える女-（2012年8月9日、読売テレビ） - 新津 役
- アイアングランマ (2015年1月10日 - 2月14日、NHK BSプレミアム)  - 三橋教頭 役
- 隕石家族（2020年4月11日 - 、フジテレビ） - 風間 役

### 映画
- アナザヘヴン（2000年、松竹、飯田譲治監督）
- ぼくんち（2003年、阪本順治監督）
- 男たちの大和/YAMATO（2005年、東宝、佐藤純彌監督）
- 赤い糸（2008年、松竹、村上正典監督）

### 舞台
- 劇団カムカムミニキーナ公演「鈴木の大地」（2000年）
- ハムレット（演出：蜷川幸雄）
- エビ大王（筧利夫 & RUPプロデュース）
- 東亜悲恋（筧利夫 & RUPプロデュース）
- 透明人間の蒸気（2002年、筧利夫 & RUPプロデュース）
- 劇団そとばこまち　本公演　約20作品
- Wit「マスカレード」（2009年1月、作・演出：高橋いさを）
- Wit「真夜中のファイル」（2009年4月、IKKANプロデュース）
- 康組ライブ「どつかれたるねん〜七夕祭りをプロデュース〜」（2009年7月）
- ルドビコvol.7「八犬伝−疾風異聞録−」（2011年9月、原宿クエストホール）
- ルドビコvol.9「さよならジョバンニ」（2013年2月-3月、シアターサンモール）

### CM
- 日本IBM
- ハウス食品
- スタッフサービス
- アメリカンファミリー
- ケイ・オプティコム　eo光「ネットと電話で5,200円／月」篇（2008年）
- 出光興産 「父、出光人」篇（2010年）